# Banlieues Bleues
Banlieues Bleues est un festival de jazz qui se déroule chaque année en mars/avril en Seine-Saint-Denis. Créé en 1984, le festival a pris la suite de « Jazz en Aulnoy », évènement organisé à Aulnay-sous-Bois et ses villes voisines entre 1980 et 1983. Les concerts sont répartis entre différentes localités du département. Le festival est géré par une association, subventionnée par le département de la Seine-Saint-Denis et la Direction régionale des Affaires culturelles d'Île-de-France.
La programmation est originale, et laisse une place importante à la création, même si elle accueille également des têtes d'affiches américaines comme Tony Allen en 2020, McCoy Tyner ou John Zorn en 2012, ou Miles Davis en 1988.
Banlieues bleues ne peut guère compter sur ses recettes propres : ce festival accueille entre dix mille et douze mille spectateurs dans le cadre des concerts payants ; et entre huit mille et dix mille dans celui des actions musicales gratuites[réf. souhaitée]. Il mène, qui plus est, une politique de « tarifs extrêmement accessibles » et réalise « un énorme boulot de sensibilisation et de formation du public ». Mais s'il bénéficie d'aides diverses (14,68 % des 2,8 millions d'euros du budget global en 2009). Le soutien de l’État, qui était déjà en recul, tout comme celui du conseil général (35,46 %) s'est vu fragilisé par les réformes actuelles liées à la RGPP

## Lieux
| \| Val-d'Oise Hauts-de-Seine Val-de-Marne Seine-et-Marne PARIS Au Mille Club Bourse du Travail Centre Culturel Jean Houdremont Ciné 104 Cinéma Louis Daquin Espace 1789 Espace 93 Espace des Arts E. Fraternité Espace Lumière Espace Paul Éluard Espace Renaudie Gymnase Jesse Owens Gymnase Maurice Baquet Gymnase Paul Langevin Instants chavirés L'Embarcadère L'Odéon La Dynamo La Flèche d'or La Marbrerie Le Pavillon Mains d'œuvres Maison du Peuple MC93 Pôle Musical d'Orgemont Salle des Malassis Salle Jacques Brel Salle Pablo Neruda Théâtre Gérard Philipe Théâtre La Commune Théâtre Public de Montreuil \| Carte des salles de concerts actuelles et passées. |
| Val-d'Oise Hauts-de-Seine Val-de-Marne Seine-et-Marne PARIS Au Mille Club Bourse du Travail Centre Culturel Jean Houdremont Ciné 104 Cinéma Louis Daquin Espace 1789 Espace 93 Espace des Arts E. Fraternité Espace Lumière Espace Paul Éluard Espace Renaudie Gymnase Jesse Owens Gymnase Maurice Baquet Gymnase Paul Langevin Instants chavirés L'Embarcadère L'Odéon La Dynamo La Flèche d'or La Marbrerie Le Pavillon Mains d'œuvres Maison du Peuple MC93 Pôle Musical d'Orgemont Salle des Malassis Salle Jacques Brel Salle Pablo Neruda Théâtre Gérard Philipe Théâtre La Commune Théâtre Public de Montreuil                                                          |

## Programmation

### 1990
| Date & Horaire   | Lieu                                          | Artistes                                                |
| ---------------- | --------------------------------------------- | ------------------------------------------------------- |
| Vendredi 9 mars  | Le Chapiteau, Saint-Denis                     | Chuck Berry / Continental Drift                         |
| Samedi 10 mars   | Le Chapiteau, Saint-Denis                     | B.B. King                                               |
| Mardi 13 mars    | Salle Jacques-Brel, Pantin                    | Fred Frith & Keep the Dog (en) / Impossible Trio        |
| Jeudi 15 mars    | Salle des Fêtes, Montreuil                    | Phil Woods Quintet / Lol Coxhill                        |
| Vendredi 16 mars | Salle des Fêtes, Drancy                       | Betty Carter and Her Trio / Ali Farka Touré             |
| Samedi 17 mars   | Centre Culturel Jean-Houdremont, La Courneuve | Hugh Masekela / Michel Doneda                           |
| Mardi 20 mars    | Théâtre Gérard-Philipe, Saint-Denis           | Méditerranée : Alan Hacker, José Menese, Cheikha Djénia |
| Vendredi 23 mars | Cinéma Louis Daquin, Le Blanc-Mesnil          | Louis Sclavis                                           |
| Mardi 27 mars    | Centre Culturel Aragon, Tremblay-en-France    | Tony Coe / Quatuor Arditti                              |
| Mercredi 28 mars | Centre Culturel Aragon, Tremblay-en-France    | Marc Perrone & Marcel Azzola                            |
| Jeudi 29 mars    | Théâtre Gérard-Philipe, Saint-Denis           | Heiner Goebbels & Heiner Muller                         |
| Vendredi 30 mars | Gymnase Paul-Langevin, Le Blanc-Mesnil        | Abbey Lincoln Quartet / Ensemble Erik Satie             |
| Samedi 31 mars   | Gymnase Jesse-Owens, Sevran                   | Al Green                                                |
| Mardi 3 avril    | Salle des Fêtes, Montreuil                    | Steve Lacy & Mal Waldron / Richard Galliano Quartet     |
| Mercredi 4 avril | Espace Renaudie, Aubervilliers                | Philip Catherine Trio / Ravi Prasad                     |
| Vendredi 6 avril | Espace 93, Clichy-sous-Bois                   | Orchestre National de Jazz / Quatuor Hêlios             |
| Samedi 7 avril   | MC93, Bobigny                                 | Tony Hymas (en)                                         |

### 1991
| Date & Horaire    | Lieu                                          | Artistes                                                                                   |
| ----------------- | --------------------------------------------- | ------------------------------------------------------------------------------------------ |
| Vendredi 8 mars   | Le Chapiteau, Saint-Denis                     | Stan Getz & Kenny Barron / Sweet Honey In The Rock (en)                                    |
| Samedi 9 mars     | MJC d'Orgemont, Épinay-sur-Seine              | Sweet Honey In The Rock (en)                                                               |
| Samedi 9 mars     | Le Chapiteau, Saint-Denis                     | IAM / Shinehead / Supreme NTM                                                              |
| Mercredi 13 mars  | Salle Jacques Brel, Pantin                    | Michel Portal invite : Nguyên Lê, Miroslav Vitous, Jean-François Jenny-Clark, Trilok Gurtu |
| Vendredi 15 mars  | Espace Renaudie, Aubervilliers                | Ran Blake & Jeanne Lee                                                                     |
| Samedi 16 mars    | Salle des Fêtes, Sevran                       | Joachim Kuhn / Big Bang Lumière de Laurent Cugny                                           |
| Mardi 19 mars     | Salle des Fêtes, Montreuil                    | Don Cherry & Multikulti / Cassandra Wilson                                                 |
| Mercredi 20 mars  | Bourse du Travail, Saint-Denis                | Charlie Haden & Carlos Paredes / Carlos Paredes & Luisa Amaro (pt)                         |
| Jeudi 21 mars     | Maison des Presles, Épinay-sur-Seine          | Amoros & Augustin: Sunjata « L'épopée Mandingue »                                          |
| Vendredi 22 mars  | Salle des Fêtes, Drancy                       | François Jeanneau Quartet / Okay Temiz                                                     |
| Samedi 23 mars    | Théâtre Gérard Philippe, Saint-Denis          | Steve Reich & Musicians                                                                    |
| Samedi 23 mars    | Chapiteau, Aubervilliers                      | Albert Collins & The Icebreakers / R.L. Burnside                                           |
| Mardi 26 mars     | Espace Lumière, Epinay-sur-Seine              | Wayne Shorter / Yves Robert Quartet                                                        |
| Mercredi 27 mars  | Musée de l'Air et de l'Espace, Le Bourget     | « Vol au Dessus de l'Océan » Chœur La Fontenelle                                           |
| Jeudi 28 mars     | Hôtel de Ville, Le Blanc-Mesnil               | Tete Montoliu                                                                              |
| Vendredi 29 mars  | Maison du Peuple, Pierrefitte-sur-Seine       | David Murray Octet                                                                         |
| Samedi 30 mars    | Centre Culturel Jean Houdremont, La Courneuve | Salif Keïta                                                                                |
| Mardi 2 avril     | Centre Culturel Aragon, Tremblay-en-France    | Jean-Marc Padovani & Enzo Cormann : « Mingus, Cuernavaca »                                 |
| Mercredi 3 avril  | Mille Jazz Club, Le Bourget                   | AM4                                                                                        |
| Jeudi 4 avril     | Salle Jacques Brel, Pantin                    | Jean-François Pauvros : « Hamster Attack & The Hummingbird Steel Band »                    |
| Vendredi 5 avril  | Centre Culturel Aragon, Tremblay-en-France    | Shirley Horn Trio & Toots Thielemans                                                       |
| Samedi 6 avril    | Gymnase Jess Owens, Sevran                    | Eddy Louiss Multicolor Feeling & Fanfare                                                   |
| Mardi 9 avril     | Cinéma Louis Daquin, Le Blanc-Mesnil          | Aldo Romano Quartet                                                                        |
| Mercredi 10 avril | Ciné 104, Pantin                              | The Recedents                                                                              |
| Jeudi 11 avril    | Salle des Fêtes, Montreuil                    | The Sun Ra Arkestra (en)                                                                   |
| Vendredi 12 avril | Bourse du Travail, Saint-Denis                | Bill Frisell Band / Ces Messieurs                                                          |
| Samedi 13 avril   | Parc d'Attraction, Bobigny                    | Dizzy Gillespie & Miriam Makeba                                                            |

### 1992
| Date & Horaire    | Lieu                                          | Artistes |
| ----------------- | --------------------------------------------- | --- |
| Vendredi 20 mars  | Le Chapiteau, Saint-Denis                     | Chick Corea Elektric Band |
| Samedi 21 mars    | Le Chapiteau, Saint-Denis                     | Trumpet Summit Dizzy Gillespie's Diamond Jubilee                                                                                              |
| Mardi 24 mars     | Maison du Peuple, Pierrefitte-sur-Seine       | Christian Escoudé Quartet et orchestre à cordes joue Django Reinhardt                                                                         |
| Jeudi 26 mars     | Salle Jacques Brel, Pantin                    | « Feu Albert » pour une célébration jubilatoire d'Albert Ayler                                                                                |
| Vendredi 27 mars  | Espace Renaudie, Aubervilliers                | Yves Robert & Georges Appaix Duo |
| Vendredi 27 mars  | Salle des Fêtes, Drancy                       | Randy Weston et les Gnawas du Maroc / Arvo Pilliroog & Ain Again Duo                                                                          |
| Samedi 28 mars    | Espace des Arts, Pavillons-sous-Bois          | Elvin Jones Jazz Machine / Antoine Hervé Solo                                                                                                 |
| Lundi 30 mars     | Salle des Fêtes, Montreuil                    | Al Di Meola Sinfonia |
| Mardi 31 mars     | Espace Renaudie, Aubervilliers                | Clusone Trio (en) / R. Carlos Nakai Solo |
| Mardi 31 mars     | Centre Culturel Aragon, Tremblay-en-France    | Paul Bley & Gary Peacock Duo / Enver Ismaïlov & Burhan Öçal Duo                                                                               |
| Mercredi 1 avril  | Espace Renaudie, Aubervilliers                | Jac Berrocal Quartet |
| Jeudi 2 avril     | Espace Renaudie, Aubervilliers                | Arcado String Trio (en) |
| Vendredi 3 avril  | Centre Culturel Jean Houdremont, La Courneuve | Many Dibango & Soul Makossa Gang |
| Samedi 4 avril    | Gymnase Jesse Owens, Sevran                   | Doudou N'diaye Rose / Orchestre Taarab |
| Dimanche 5 avril  | Sevran                                        | Carnaval de Sevran: Doudou N'diaye Rose, La compagnie Lubat, Baron Samedi, Henri Texier et le Bagad Bro Kemperle, La fanfare Banlieues Bleues |
| Mardi 7 avril     | Théâtre des Malassis, Bagnolet                | Sunny Murray & Michel Godard |
| Mardi 7 avril     | Cinéma Louis Daquin, Le Blanc-Mesnil          | Jean-Marie Machado Solo / Workshop de Lyon |
| Mercredi 8 avril  | Théâtre des Malassis, Bagnolet                | Sunny Murray & Misha Mengelberg |
| Jeudi 9 avril     | Espace Lumière, Epinay-sur-Seine              | Max Roach & M'Boom (en) |
| Vendredi 10 avril | Salle des Fêtes, Montreuil                    | Irène Schweizer & Louis Moholo Duo / The Dedication Orchestra                                                                                 |
| Vendredi 10 avril | Salle Pablo Neruda, Bobigny                   | Le Roi Demonté |
| Samedi 11 avril   | Gymnase Maurice Baquet, Bagnolet              | Maceo Parker Roots Revisited / Henry Vestine & Evan Johns & The H. Bomb                                                                       |
| Lundi 13 avril    | Université Paris-XIII, Villetaneuse           | Maceo Parker Roots Revisited / Andy Emler Megaoctet                                                                                           |
| Mardi 14 avril    | Gymnase Léo-Lagrange, Pantin                  | La compagnie Lubat « Comedia Del Jazz » |
| Mercredi 15 avril | Maison de la Musique, Epinay-sur-Seine        | World Saxophone Quartet & African Percussions                                                                                                 |
| Jeudi 16 avril    | Théâtre de la Commune, Aubervilliers          | Charlie Haden & Liberation Music Orchestra |
| Vendredi 17 avril | Centre Culturel Jean Houdremont, La Courneuve | Henri Texier & Carmagnol's Band |
| Samedi 18 avril   | Salle Pablo Neruda, Bobigny                   | Une Nuit avec l'ARFI : Palace / Baron Samedi s'endimanche / La Marmite Infernale                                                              |
| Mardi 21 avril    | Centre Culturel Aragon, Tremblay-en-France    | Vienna Art Orchestra « La Belle et la Bête »                                                                                                  |
| Mercredi 22 avril | Espace 1789, Saint-Ouen                       | Painkiller / John Zorn & Arto Lindsay « Houdini de Sade »                                                                                     |
| Jeudi 23 avril    | Bourse du Travail, Saint-Denis                | The Lonely Bears |
| Vendredi 24 avril | Bourse du Travail, Saint-Denis                | Martial Solal Solo / Richard Galliano & Ron Carter Duo                                                                                        |
| Samedi 25 avril   | MC93, Bobigny                                 | Ornette Coleman & Prime Time |

### 1993
| Date & Horaire   | Lieu                                              | Artistes                                                                                                   |
| ---------------- | ------------------------------------------------- | --- |
| Vendredi 5 mars  | Espace Lumière, Epinay-sur-Seine                  | McCoy Tyner Solo & Big Bang                                                                                |
| Samedi 6 mars    | Espace Lumière, Epinay-sur-Seine                  | Martial Solal Dodecaband joue Ellington / Jacques Di Donato Quintet                                        |
| Mardi 9 mars     | Centre Culturel Jean Houdremont, La Courneuve     | Don Cherry Quartet « Nu Now » / Iva Bittova Solo                                                           |
| Mercredi 10 mars | Salle Pablo Neruda, Bobigny                       | Michel Godard & Jean-Marie Maddedu « Opéra Bobo » / Michel Godard « Le chant du serpent »                  |
| Jeudi 11 mars    | Cinéma Louis Daquin, Le Blanc-Mesnil              | Trio de Clarinettes (Louis Sclavis, Armand Angster et Jacques Di Donato) & Arcado String Trio (en)         |
| Vendredi 12 mars | Salle des Fêtes, Montreuil                        | Louis Sclavis Sextet joue Ellington / Hervé Bourde & Franco d'Andrea                                       |
| Samedi 13 mars   | Centre Culturel Jean Houdremont, La Courneuve     | Willem Breuker Kollektief / Xavier Desandre Solo                                                           |
| Mardi 16 mars    | Salle Jacques Brel, Pantin                        | Gérard Marais Sextet                                                                                       |
| Mardi 16 mars    | Espace des Arts, Pavillons-sous-Bois              | Michel Petrucciani Quartet joue Elligton                                                                   |
| Mercredi 17 mars | Ecole Nationale de Musique et de Danse, Montreuil | Didier Levallet Tentet « Générations »                                                                     |
| Jeudi 18 mars    | Ecole Nationale de Musique et de Danse, Montreuil | Round About Boby Lapointe René Bottlang, Chris Biscoe (en), Youval Micenmacher (de) et Claude Tchamitchian |
| Vendredi 19 mars | Le Chapiteau, Saint-Denis                         | Sonny Rollins                                                                                              |
| Samedi 20 mars   | Espace des Arts, Pavillons-sous-Bois              | Bireli Lagrène Trio / Fapy Lafertin (en) Quartet                                                           |
| Mardi 23 mars    | Centre Culturel Aragon, Tremblay-en-France        | Steve Lacy, Jean-Jacques Avenel & Masahiko Togashi (en) / Sentimental Trois 8                              |
| Mercredi 24 mars | Centre Culturel Aragon, Tremblay-en-France        | Helen Merrill, Gordon Beck & Steve Lacy                                                                    |
| Jeudi 25 mars    | Espace Renaudie, Aubervilliers                    | François Tusques « Le Jardin des Délices »                                                                 |
| Vendredi 26 mars | Espace Renaudie, Aubervilliers                    | Distico: Michel Doneda, Daunik Lazro, Dominique Regef, Lê Quan Ninh & Martine Altenburger                  |
| Vendredi 26 mars | Espace du Parc, Drancy                            | Marva Wright & The BMW's (en) / Johnny Adams                                                               |
| Samedi 27 mars   | Gymnase Maurice Baquet, Bagnolet                  | The Last Poets / Shinehead                                                                                 |
| Mardi 30 mars    | Espace Lumière, Epinay-sur-Seine                  | Tony Coe « Peau de Pêche »                                                                                 |
| Mercredi 31 mars | Espace Renaudie, Aubervilliers                    | Passaggio Quintet: Jean-Paul Céléa & François Couturier                                                    |
| Jeudi 1 avril    | Bourse du Travail, Saint-Denis                    | André Jaume & Jimmy Giuffre Duo                                                                            |
| Vendredi 2 avril | Espace 1789, Saint-Ouen                           | The Mike Westbrook Orchestra (en)                                                                          |
| Samedi 3 avril   | Salle des Fêtes, Sevran                           | Rebirth Brass Band                                                                                         |
| Samedi 3 avril   | Salle des Fêtes, Saint-Ouen                       | New Indian Brass Band                                                                                      |
| Dimanche 4 avril |                                                   | Carnaval: Bemiray, Fanfare Banlieues Bleues, Musica Brass                                                  |
| Mardi 6 avril    | MC93, Bobigny                                     | Bill Frisell Band / Marilyn Crispell Solo                                                                  |
| Mardi 6 avril    | Salle Jacques Brel, Pantin                        | Les Petits Loups du Jazz                                                                                   |
| Mercredi 7 avril | MC93, Bobigny                                     | Henry Threadgill & Very, Very Circus / Muhal Richard Abrams & Roscoe Mitchell (en)                         |
| Jeudi 8 avril    | MC93, Bobigny                                     | Joachim Kühn Solo / Claude Barthélémy Trio                                                                 |
| Vendredi 9 avril | MC93, Bobigny                                     | Michel Portal Unit / Carlos Zingaro (en) Solo / Marilyn Crispell & Anthony Braxton Duo                     |
| Samedi 10 avril  | MC93, Bobigny                                     | George Russell & Living Time Orchestra / Keith Tippett Solo                                                |

### 2023
| Date & Horaire            | Lieu                                          | Artistes |
| ------------------------- | --------------------------------------------- | --- |
| Vendredi 24 mars à 18h30  | La Dynamo, Pantin                             | Ben LaMar Gay (de) / Yeah You / Teto Ocampo (es) / Gwilly Edmondez / Nout / Frisbee Shop / Lemon Jam                                         |
| Samedi 25 mars à 19h30    | La Dynamo, Pantin                             | Klein (en) / Pollution Opera (Elvin Brandhi & Nadah El Shazly) / Love & Revenge / Farida Amadou / Bridget Ferrill & Áslaug Magnúsdóttir (en) |
| Mardi 28 mars à 20h30     | La Dynamo, Pantin                             | Angrrr / Ortie / Fantazio |
| Mercredi 29 mars à 19h    | Salle Pablo Neruda, Bobigny                   | Ostrakinda et la Tribu éphémère |
| Jeudi 30 mars à 20h30     | Théâtre Public, Montreuil                     | Rocío Márquez & Bronquio |
| Vendredi 31 mars à 20h30  | Espace 93, Clichy-sous-Bois                   | Ray Lema |
| Samedi 1 avril à 20h30    | Centre Culturel Jean Houdremont, La Courneuve | Sophye Soliveau Solo / Hamid Drake's Turiya                                                                                                  |
| Dimanche 2 avril à 17h    | Pôle Musical d'Orgemont, Épinay-sur-Seine     | La Sonora Mazurén |
| Mardi 4 avril à 20h30     | Salle Jacques Brel, Pantin                    | Rodolphe Burger, Sofiane Saidi, Mehdi Haddab                                                                                                 |
| Mercredi 5 avril à 20h30  | La Dynamo, Pantin                             | Dynamolab: Rokia Koné & Raül Refree |
| Jeudi 6 avril à 20h30     | La Dynamo, Pantin                             | Lénoduo / Sélébéyone |
| Vendredi 7 avril à 20h30  | La Marbrerie, Montreuil                       | B. Cool-Aid |
| Samedi 8 avril à 20h30    | L'Odéon, Tremblay-en-France                   | Fulu Miziki Kolektiv / Lova Lova |
| Dimanche 9 avril à 17h    | Espace Paul Éluard, Stains                    | Bat'man de Chœurs / Arnaud Dolmen Quartet |
| Mardi 11 avril à 20h30    | La Dynamo, Pantin                             | Floy Krouchi Solo / The Dwarfs of East Agouza                                                                                                |
| Mercredi 12 avril à 20h30 | La Dynamo, Pantin                             | I K I R U / Jan Bang |
| Jeudi 13 avril à 20h30    | La Dynamo, Pantin                             | Valentina Magaletti |
| Vendredi 14 avril à 21h   | La Flèche d'Or, Paris                         | DJ Narciso / DJ Nigga Fox / DJ Marfox (pt)                                                                                                   |
| Samedi 15 avril à 20h30   | Mains d'œuvres, Saint-Ouen                    | Afrorack / HHY & The Kampala Unit |
| Mardi 18 avril à 20h30    | Maison du Peuple, Pierrefitte-sur-Seine       | Les Mamies Guitares / Marc Ribot: The Jazz-Bins                                                                                              |
| Jeudi 20 avril à 21h      | Instants chavirés, Montreuil                  | Baba Commandant & The Mandingo Band |
| Vendredi 21 avril à 20h30 | L'Embarcadère, Aubervilliers                  | The Silhouettes Project / Emicida |
| Vendredi 21 avril à 23h   | La Dynamo, Pantin                             | Dynamo Club #2 |

### 2024
| Date & Horaire           | Lieu                                                   | Artistes |
| ------------------------ | ------------------------------------------------------ | --- |
| Vendredi 8 mars à 18h00  | Université de Paris VIII, Saint-Denis                  | Sophye Soliveau (trio) / Cleo Reed & The Black American Circus / Diaty Diallo / Parasite Jazz / Sakina Abdou Solo / Lemon Jam |
| Samedi 9 mars à 20h30    | La Dynamo, Pantin                                      | Fabrizio Rat, Linda Oláh, Isabel Sörling / Fabrizio Rat, Étienne Jaumet, Laurent Bolognini                                    |
| Mercredi 13 mars à 20h30 | La Dynamo, Pantin                                      | Oan Kim & The Dirty Jazz (en)                                                                                                 |
| Jeudi 14 mars à 20h30    | Maison du Peuple, Pierrefitte-sur-Seine                | Pedro Soler & Gaspar Claus |
| Vendredi 15 mars à 20h30 | La Marbrerie, Montreuil                                | M.Sayyid / Gaika (en) |
| Samedi 16 mars à 17h     | La Dynamo, Pantin                                      | Carte Blanche à Sonic Protest                                                                                                 |
| Samedi 16 mars à 20h30   | L'Odéon, Tremblay-en-France                            | Hollie Cook |
| Mardi 19 mars à 20h30    | La Dynamo, Pantin                                      | Okkyung Lee / Vesna Pisarović, Noël Akchoté, Tony Buck (en)                                                                   |
| Mercredi 20 mars à 20h30 | Le Pavillon, Romainville                               | Mamani Keita / Vieux Farka Touré                                                                                              |
| Jeudi 21 mars à 20h30    | Théâtre Public, Montreuil                              | Alvie Bitemo Adn Trio |
| Vendredi 22 mars à 20h30 | Maison des Sciences de l'homme Paris-Nord, Saint-Denis | Julien Desprez |
| Vendredi 22 mars à 20h30 | Espace Paul Éluard, Stains                             | Idris Ackamoor & The Pyramids (en)                                                                                            |
| Samedi 23 mars à 23h     | La Dynamo, Pantin                                      | Authentically Plastic / Paulah / Nsasi / El Kontessa / Miziguruka + Guest                                                     |
| Mercredi 27 mars à 20h30 | La Dynamo, Pantin                                      | Boolvar / Mourir à la Fnac |
| Jeudi 28 mars à 20h30    | Mains d'œuvres, Saint-Ouen                             | Maya Al Khadi & Sarouna / Sofiane Saidi                                                                                       |
| Vendredi 29 mars à 20h30 | Centre Culturel Jean Houdremont, La Courneuve          | Lagon Noir / Lakecia Benjamin                                                                                                 |
| Samedi 30 mars à 20h30   | Espace 93, Clichy-sous-Bois                            | Lova Lova (musicien) |
| Dimanche 31 mars à 17h   | Pôle Musical d'Orgemont, Épinay-sur-Seine              | Astéréotypie |
| Mardi 2 mars à 20h30     | La Dynamo, Pantin                                      | Amaro Freitas (pt) / Mike Reed's Separatist Party Feat. Ben LaMar Gay (de), Bitchin Bajas (en), & Marvin Tate (en)            |
| Mercredi 3 mars à 20h30  | La Dynamo, Pantin                                      | Fantazio / Estrellas del Caribe                                                                                               |
| Jeudi 4 mars à 20h30     | La Dynamo, Pantin                                      | Ganavya / Amirtha Kidambi's Elder Ones                                                                                        |
| Vendredi 5 mars à 20h30  | L'Embarcadère, Aubervilliers                           | Angel Bat Dawid / Estrellas del Caribe                                                                                        |